# 溫故知心
《溫故知心》，是臺灣男歌手兼唱作人張宇的第三張專輯，由歌林唱片於1994年正式發行。

## 曲目
1. 桂花釀 （翻唱自己為萬芳創作的歌曲）
2. 回頭太難 （翻唱自己為張學友創作的歌曲）
3. 我的快樂悲傷 （翻唱自己為徐世珍創作的歌曲）
4. 喜新厭舊(新人舊人) （翻唱自己為裘海正創作的歌曲）
5. 沒有你的月台 （翻唱自己為凡人二重唱創作的歌曲）
6. 你不會懂(給你的還不夠)（香港無線電視劇《再見亦是老婆》國語主題曲）（翻唱自己為王翔創作的歌曲）
7. 等不及要對你說 （翻唱自己為游鴻明創作的歌曲）
8. 這一生我只牽你的手 （翻唱自己為庹宗華創作的歌曲）
9. 誰叫我曾經說過 （翻唱自己為林濛創作的歌曲）
10. 讓頭抬的更高（黑松沙士廣告歌陽光依舊燦爛）
11. 用心良苦'94(大滾紀念版)